# 小行星9898
小行星9898（英語：9898）是一颗围绕太阳公转的小行星。1996年2月18日，小林隆男在大泉天文台发现了此天体。
这颗小行星的绝对星等为281.81717等。